# لایتنینگ ریج، نیو ساوت ولز
لایتنینگ ریج (به انگلیسی: Lightning Ridge) یک شهرک در استرالیا است که در نیو ساوت ولز واقع شده‌است.